# Аксак II (герб)
Аксак II  (пол. Aksak II) — польский дворянский герб.

## Происхождение
Разновидность герба Аксак. Известен с 1644 года.

## Описание
|                                                       | W polu barwy niewiadomej, prawdopodobnie czerwonej, dwa serdce końcami złączone, przez połączenie przechodzi strzała żeleźcem w prawo. (пол.) |  | В поле цвета неизвестного, вероятно червоного, два сердца концами соединённые, через соединение проходит стрела наконечником вправо. |  |
| Juliusz Ostrowski: Księga herbowa rodów polskich, T.2 | |  | |  |

## Роды — носители герба
Аксак (Aksak), Акшак (Akszak), Асанович (Assanowicz), Бернатович (Bernatowicz), Бялоцкий (Białocki), Довнарович (Downarowicz), Ербейдер (Erbejder), Ербрейтер (Erbreiter), Гружевич (Grużewicz), Гурко (Hurko), Янчура (Janczura), Кардасевич (Kardasewicz), Кардашевич (Kardaszewicz), Касперович (Kasperowicz), Окенчиц (Okieńczyc), Окиньчиц (Okińczyc), Селиминович (Seliminowicz), Селимович (Selimowicz), Шагуневич (Szaguniewicz), Шахуневич (Szahuniewicz), Талковский (Talkowski).